# Poetenkolleg

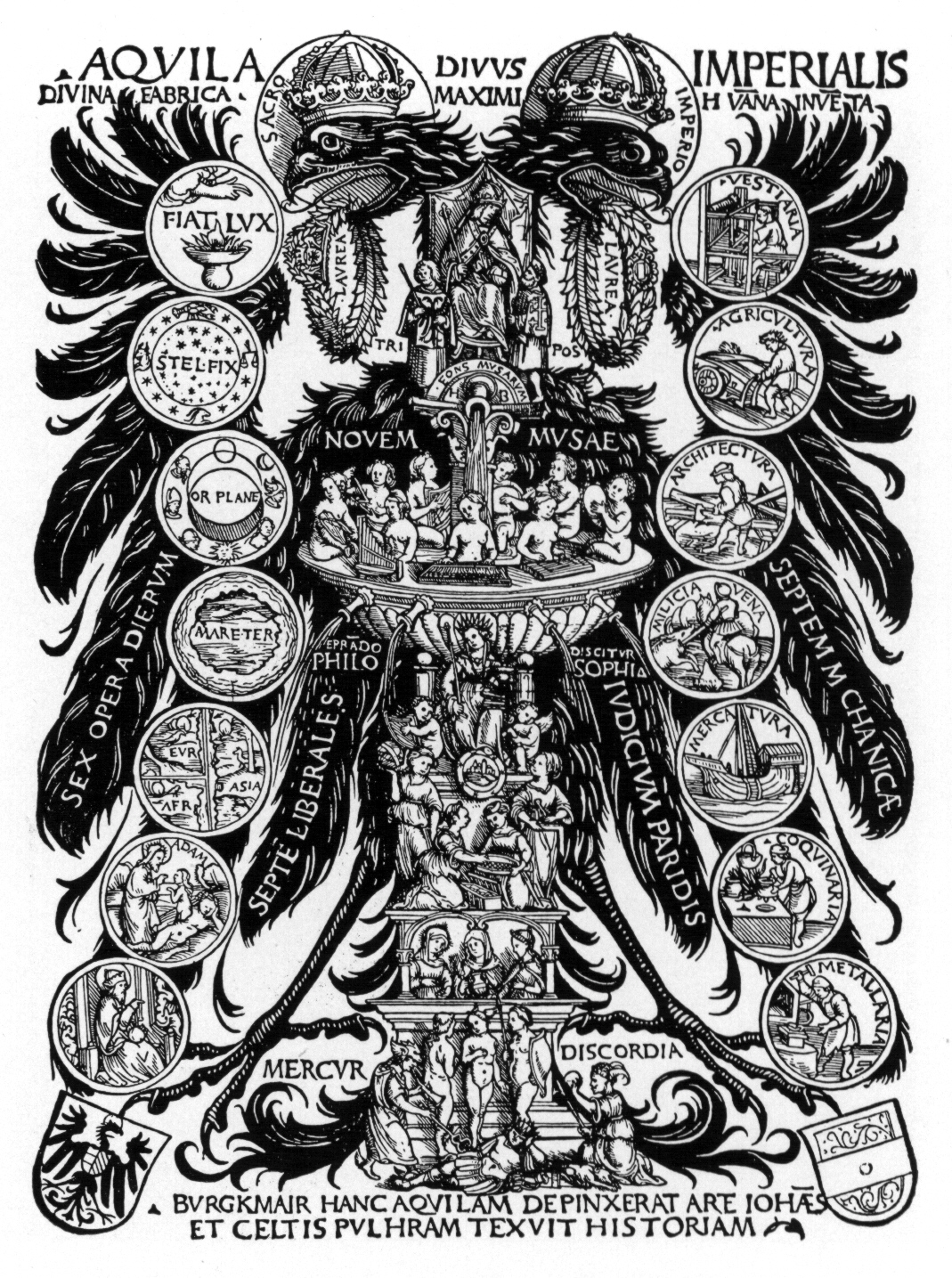
Reichsadler mit Allegorien des Collegium poetarum et mathematicorum. Doppeladler mit Dichterkränzen, Brunnen (Musenquell Hippokrene, gestaltet wie ein Lebens-/Jungbrunnen), 9 Musen, die Philosophie mit den 7 freien Künsten, unten der schlafende Paris und der sich nähernde Merkur (Hans Burgkmair der Ältere, vor 1508)

Das Collegium poetarum et mathematicorum, auf Deutsch Kolleg der Dichter und Mathematiker, kurz Dichterkolleg oder Poetenkolleg,
war eine Studiengemeinschaft zur Förderung humanistischer Bildung. Dieses Kolleg wurde 1501 vom römisch-deutschen König Maximilian I. auf Initiative des Dichters Conrad Celtis an der Universität Wien als Alternative zum Studium an der traditionellen Artistenfakultät gegründet. Es hatte vier Lehrstühle: für Poetik und Rhetorik sowie zwei für mathematisch-naturwissenschaftliche Fachgebiete; die Absolventen sollten zu Dichtern gekrönt werden.
Durch den Tod des Initiators und Leiters Celtis im Jahr 1508 entstand eine kritische Situation für dieses Poetenkolleg, aber mehrere Indizien verweisen darauf, dass es weiterbestand und erst in den 1530er Jahren durch die Universitätsreformen von König Ferdinand I. in die Artistenfakultät integriert wurde.

## Frühe humanistische Ansätze in Wien
Bereits im 15. Jahrhundert setzten sich mehrere Gelehrte dafür ein, dass die „humanistischen Studien“ an der Wiener Universität etabliert würden. Dabei nützten sie ihre Kontakte zum Wiener Hof; so stand etwa der gelehrte Humanist und spätere Papst Enea Silvio Piccolomini im Dienst von Kaiser Friedrich III., von dem er zum „poeta laureatus“ gekrönt wurde. Piccolomini war 1445 Gastvortragender an der Wiener Universität.
Die Habsburger hatten zur Wiener Universität einen besonderen Bezug, da diese vom Habsburger Rudolf I. gegründet worden war. Erzherzog Maximilian, der Sohn von Friedrich III., verfolgte sein Anliegen, dem als „modern“ geltenden Humanismus Einfluss an der Universität Wien zu verschaffen. Im Jahr 1494 errichtete er eine besoldete Fachlektur für Römisches Recht und besetzte sie durch die Berufung des Venezianers Girolamo Balbi. Er sollte außerdem Poetik an der Artistenfakultät lehren – als gekrönter Dichter wurde er auch auf diesem Gebiet für kompetent gehalten.
Am Hof Maximilians gab es einige einflussreiche Humanisten: Johann Fuchsmagen, Johann Krachenberger und Bernhard Perger. Sie waren daran beteiligt, dass Konrad Celtis im Jahr 1497 nach Wien berufen wurde und eine Fachlektur für Poetik und Rhetorik erhielt.
Die Wiener Universität stand in der Tradition der Scholastik. Zwischen dieser und dem Humanismus gab es neben inhaltlichen Differenzen noch weitere Unterschiede: Die Universität betrachtete sich als eine selbständige Organisation. Die Humanisten erhielten landesfürstlich gut besoldete Fachprofessuren, womit natürlich eine Abhängigkeit verbunden war (der gekrönte Dichter war quasi ein privilegierter Außenseiter). Das humanistische Lehrprogramm wurde im Allgemeinen von den Landesherrn der Universität aufgezwungen. Die Humanisten neigten zu einem weltlichen Lebensstil, während an der scholastischen Universität klosterähnliche, klerikale Lebensformen dominierten. Mitunter kam es zu heftigen Auseinandersetzungen; die Humanisten idealisierten das klassische Latein und polemisierten gegen das „barbarische Küchenlatein“ der Scholastiker.

## Gründung und Eröffnung des Poetenkollegs
Durch die Initiative von Konrad Celtis kam es zur Gründung des Poetenkollegs als einer „Humanistenschule“.
Der wahrscheinlich von Celtis selbst lateinisch formulierte
Stiftbrief, der gleichzeitig als Gründungsurkunde anzusehen ist, wurde von Erzherzog Maximilian am 31. Oktober 1501 in Bozen unterzeichnet (zum Inhalt siehe unten den Anhang). Darin heißt es, dass die Gründung des Kollegs zur Erweiterung der Universität („pro … universitatis nostrae augmento“) gedacht ist und dieses somit ein Bestandteil der Universität sein soll, wobei keine klare Einordnung in die traditionellen universitären Strukturen erfolgt – es wird z. B. nicht gesagt, dass das Collegium eine eigene Fakultät darstellt, aber auch nicht, dass es einer bestimmten Fakultät zugeordnet wird. Es hatte also eine privilegierte Ausnahmestellung außerhalb der Fakultätsordnung. Dass dieses Kolleg der Universität zugeordnet wurde, ohne in die traditionellen Strukturen eingeordnet zu werden, erschwert das Erfassen des Typs dieser neuen Einrichtung. Verschiedene Vergleiche wurden für dieses Kolleg herangezogen: Hochschule (weil ziemlich selbständig neben den Abläufen der Universität), Fakultät (als fünfte Fakultät oder als werdende vierte obere Fakultät), (Senats-)Institut, Akademie, Magisterkolleg.
Der Stiftbrief erklärt weiter, dass das „collegium poetarum“ zur Wiederherstellung der in den früheren Jahrhunderten versunkenen antiken Eloquenz dienen soll. In diesem Stiftbrief und auf dem noch erhaltenen silbernen Siegelstempel findet sich der kürzere Name „Collegium poetarum“. Die seltenere Langform „Collegium poetarum et mathematicorum“ ist gelegentlich nachweisbar;
sie bringt die Intentionen von Celtis treffend zum Ausdruck und entspricht auch der tatsächlichen Gestalt dieser Institution, denn es wurden vier besoldete Fachlekturen eingerichtet: für Poetik und Rhetorik („in poetica et oratoria“) sowie zwei weitere „für mathematische Fächer“ („in mathematicis disciplinis“).
Die Eröffnung des neuen Kollegs erfolgte am 1. Februar 1502. Vincenz Lang hielt eine Lobrede (mit dem Titel Panegyricus) auf Maximilian I., weil dieser das – hier mit dem Langnamen bezeichnete – „Collegium poetarum et mathematicorum“ in Wien gegründet hatte.
Dabei erwähnt Lang die geplanten Inhalte: Der Dichter (lateinisch: „vates“) steht neben dem Redner (lateinisch orator). Und der Mathematiker vermittelt das Werk von Euklid (damit ist vor allem an die Geometrie zu denken), Vitruv (für Architektur) und Ptolemäus (für Astronomie, vielleicht auch für Astrologie).
Unterrichtsräume sowie Wohnräume von Angehörigen des Poetenkollegs (also Lehrer und Studenten) dürften sich im Neubergerhof bei der Kapelle „St. Anna“ befunden haben, in der Nähe der Universität.

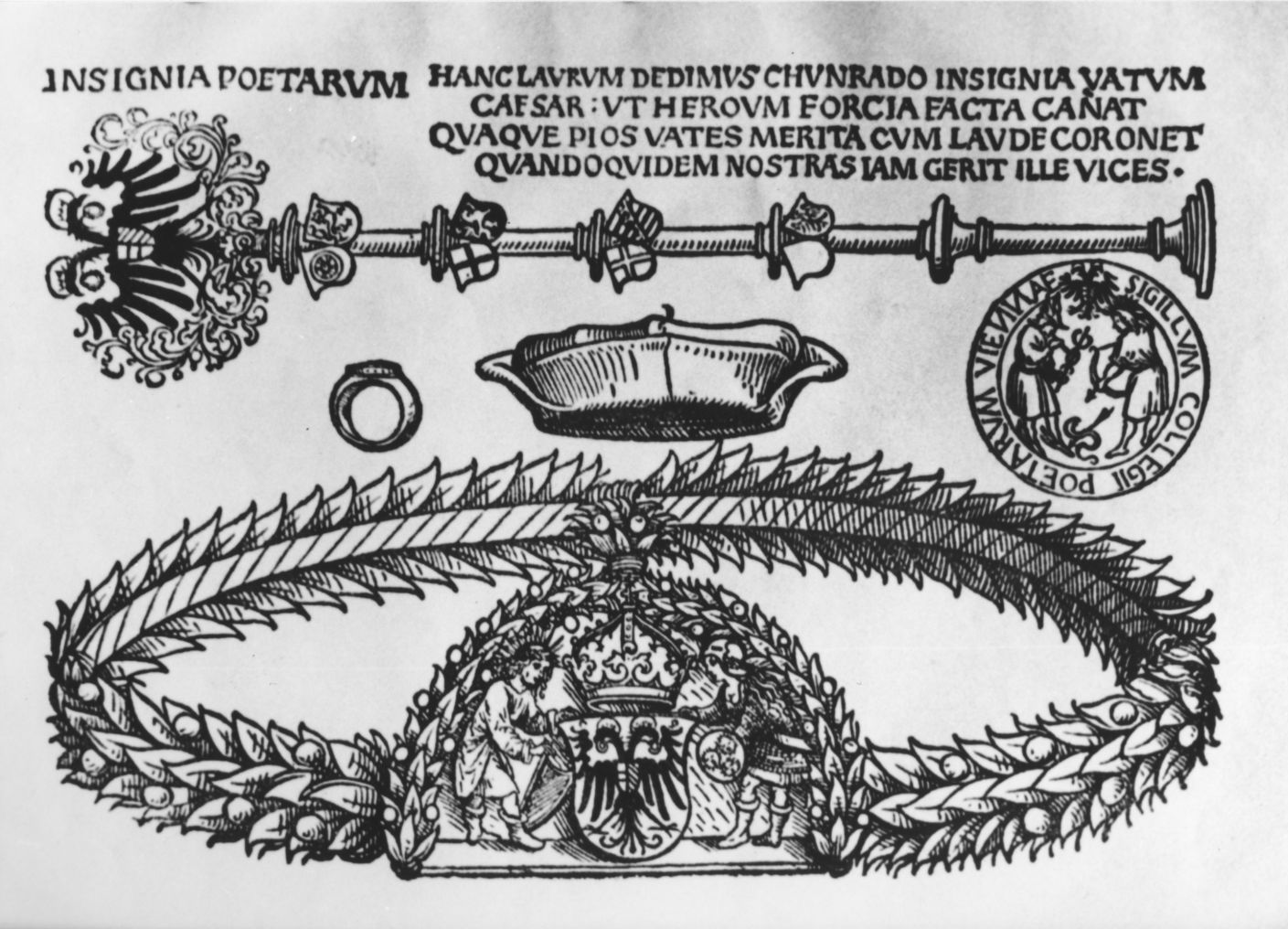
Ein Holzschnitt von Hans Burgkmair stellt die INSIGNIA POETARUM dar: Oben das Szepter, unten die Lorbeerkrone, dazwischen von links nach rechts: Ring, Birett, Siegel (mit der Umschrift: SIGILLUM COLLEGII POETARUM VIENNAE).

Celtis als Vorstand des Kollegs hatte das Recht der Dichterkrönung, der Verleihung des Grades eines poeta laureatus. Es ist aber unsicher, ob tatsächlich eine größere Anzahl von Absolventen zu Dichtern gekrönt wurde. Bekannt ist dies nur von Einzelnen: Stabius 1502 oder Thomas Resch (Velocianus) 1504. Jedenfalls verweist die Dichterkrönung als Studienabschluss – ebenso wie der häufige Gebrauch des kürzeren Namens „Collegium poetarum“ – auf den besonderen Stellenwert der sprachlichen Fächer an diesem Poetenkolleg. Das Mathematisch-Naturwissenschaftliche erscheint demgegenüber dann eher als Ergänzung zum poetisch-rhetorischen Kern des Kollegs.
Ein Einblattholzschnitt von Hans Burgkmair war wohl dazu gedacht, das Anliegen des Poetenkollegs zu verbreiten. Der Holzschnitt stellt die bei der feierlichen Dichterkrönung verwendeten Insignien des Poetenkollegs dar (siehe Abbildung).
Am Poetenkolleg studierten Söhne aus höheren sozialen Schichten: Ihre Eltern gehörten zum Adel, zum höheren Beamtentum sowie zum städtischen Patriziat. Einige Studenten waren bereits älter als ihre Lehrer.
Das Poetenkolleg ist zu unterscheiden von der Donaugesellschaft („Sodalitas litteraria Danubiana“), einer lockeren Vereinigung humanistischer Gelehrter. Sie war gleichfalls von Celtis initiiert, angeregt vielleicht durch die Accademia Romana des Julius Pomponius Laetus in Rom, die er auf seiner Italienreise kennengelernt hatte.
Personell gab es enge Verbindungen zwischen dieser Sodalitas
und dem Kolleg; für Lehrer und Studenten des Kollegs waren die eher informellen, wohl an Abenden stattfindenden Treffen im Rahmen der Sodalitas eine gute Ergänzung ihrer Bestrebungen.

## Die Lehrer und ihre Fächer am Poetenkolleg
Von mehreren Lehrern ist bekannt, dass sie am Poetenkolleg tätig waren, von anderen ist dies nur vermutbar. Auch die Dauer der jeweiligen Lehrtätigkeit lässt sich oft nicht genau feststellen. Beim Versuch einer Rekonstruktion entsteht ein Gerüst von Namen und Jahreszahlen mit einigen – vielleicht durch zeitweise Vakanz von Lehrstühlen bedingten – Lücken.
Es gab also zwei Fachlekturen für Poetik (Dichtkunst) und Rhetorik (Beredsamkeit). Die ersten Professoren waren Celtis († 1508) für Poetik und Vincenz Lang († 1502) für Rhetorik. Ihre Nachfolger dürften Johannes Cuspinian († 1529) sowie Angelus Cospus gewesen sein. Joachim Vadian war Professor für Poetik, vielleicht nach seiner Dichterkrönung 1514; er verließ Wien im Jahr 1518. In diesem Jahr wurde Philipp Gundel sein Nachfolger.
Celtis hielt um 1504 eine Vorlesung über die Geographie des Ptolemäus, also ein eher zu den Naturwissenschaften gehörendes Gebiet. Dieses Werk erläuterte er unter Verwendung der drei Sprachen Griechisch, Latein und Deutsch. Die deutsche Sprache wurde damals im universitären Unterricht normalerweise nicht verwendet.
Daneben gab es die beiden Fachlekturen für mathematische Disziplinen, d. h. Mathematik und Anwendungsbereiche wie Astronomie und Kartographie. Die ersten Inhaber waren wohl Johannes Stabius († 1522) und Andreas Stiborius († 1515). Hier sind einige Angaben von Georg Tannstetter in seinem Rückblick auf die Wiener Mathematiker („Viri Mathematici“) aufschlussreich. Darin heißt es, dass Maximilian I. das Genie von Stabius und Stiborius bewunderte und daher ein neues Stipendium einführte, um dadurch öffentliche Vorlesungen in Astronomie und Mathematik in Wien zu ermöglichen. Außerdem ist zu lesen, dass Stiborius „viele Jahre öffentlich Mathematik unterrichtete“. Vielleicht konzentrierte sich Stiborius auf Mathematik, Stabius dagegen auf mathematische Anwendungen (etwa auf Kartographie). Aber das Wort „Mathematik“ wurde damals oft nicht im heutigen, engen Sinn gebraucht, sondern meinte oft auch die naturwissenschaftlichen Anwendungsbereiche.
Ursprünglich waren zwei mathematische Professuren für die Fakultät der Artes vorgesehen. Über diese zwei Lehrstühle gab es dann Auseinandersetzungen, vielleicht weil Celtis versuchte, sie für sein Poetenkolleg zu gewinnen. Jedenfalls ist in den Akten der Artes-Fakultät wenig davon zu bemerken, dass die vermuteten Inhaber dieser Lehrstühle dort über solche Themen unterrichteten. Darin liegt ein mögliches Indiz dafür, dass diese zwei Lehrstühle schließlich doch dem Poetenkolleg zugeordnet wurden. Jedenfalls dürfte es sich hier um die ersten mathematischen Fachprofessuren an einer Universität gehandelt haben.
Es ist unbekannt, wie lange Stabius und Stiborius ihre Lehrstühle innehatten. Über zwei spätere Lehrer berichtet Tannstetter Folgendes: In Bezug auf Johannes Fabricius sagt Tannstetter, dass er sein Kollege und ordentlicher Professor für die andere, die astronomische Vorlesung war, während Tannstetter selbst, aufgrund der Berufung durch Kaiser Maximilian I., den Lehrstuhl für mathematische Fächer innehatte. Das muss allerdings nicht bedeuten, dass Tannstetters Gebiet die Mathematik im engeren Sinne war, denn er war vor allem Astronom (und Astrologe), während die Mathematik im heutigen Sinn nur wenig Raum in seinen Publikationen einnahm, etwa in den für Studenten gedruckten Lehrbüchern.
Fabricius war also Professor, aber wohl nicht mehr im Jahr 1514. Wahrscheinlich war auch Stephan Rosinus aus Augsburg Inhaber eines mathematischen Lehrstuhls. Georg Tannstetter war Inhaber ab ungefähr 1510 und blieb es bis Ende 1528. Sein Nachfolger war Johannes Vögelin († 1549). Andreas Perlach († 1551) war Inhaber eines Lehrstuhls nach 1514.
Solche Hinweise auf Inhaber von Lehrstühlen, die am Poetenkolleg eingerichtet wurden, sind ein Argument dafür, dass dieses Poetenkolleg den Tod von Celtis überdauerte.

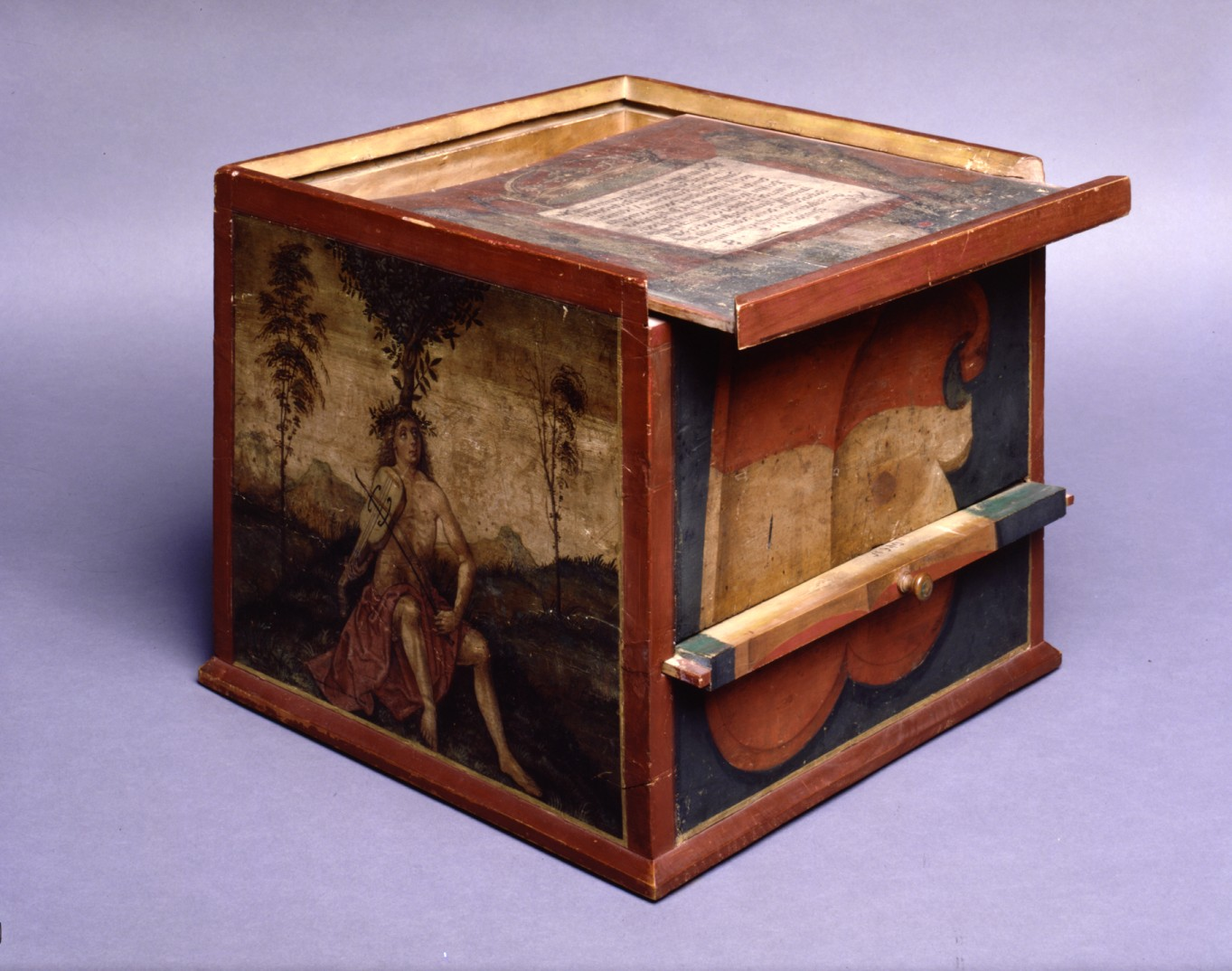
Die sogenannte Celtiskiste zur Aufbewahrung der Insignien des Poetenkollegs

## Testament von Konrad Celtis (1508)
Konrad Celtis starb am 4. Februar 1508. Kurz davor, am 24. Jänner 1508, setzte er sein Testament auf. Das Originaltestament ist verschollen, aber es gibt zwei Abschriften.
Celtis vermachte seine Bücher, die Insignien des Poetenkollegs sowie das Recht der Dichterkrönung der Universität. In diesen Bestimmungen kommt vielleicht eine Unsicherheit über den Fortbestand des Poetenkollegs zum Ausdruck.
Nach dem Tod von Celtis 1508 wurde die sogenannte „Celtiskiste“ zur Aufbewahrung der Insignien gebaut (siehe Abbildung). Diese Kiste wird, so wie der – als einziges der Insignien erhalten gebliebene – silberne Siegelstempel (der Fachausdruck dafür ist „Typar“), im Archiv der Universität Wien aufbewahrt.

## These vom Weiterbestand bis in die 1530er Jahre
Lange Zeit dominierte unter Historikern die Ansicht, dass das Poetenkolleg nur bis zur Erkrankung oder höchstens bis zum Tod von Celtis existierte, also insgesamt nur einige Jahre hindurch.
Aber mehrere Indizien verweisen auf einen Fortbestand dieses Poetenkollegs über den Tod von Celtis hinaus.
Wie erwähnt, gibt es Hinweise darauf, dass in Wien einige Lehrer für Fächer, die zum Poetenkolleg gehörten, fest besoldet waren, während diese Lehrer jedoch gleichzeitig kaum in den Akten der Artistenfakultät erwähnt wurden (was aber, insbesondere bei der Verteilung der den Lehrveranstaltungen entsprechenden Bücher, zu erwarten wäre).
In den Jahrzehnten nach 1500 zeigte sich an der Wiener Universität eine überraschende Entwicklung: Die Studentenzahlen nahmen zu, während die Zahl der akademischen Bakkalarsgraduierungen im Jahrzehnt 1510–1520 um ein Viertel abnahm.
Der Grund dafür könnte sein, dass ein Teil dieser Studenten am Poetenkolleg studierte, an dem es die traditionellen akademischen Grade nicht gab.
Für eine Weiterexistenz spricht auch ein 1512 in Wien veröffentlichtes Lobgedicht, das sich an Kaiser Maximilian I. wendet. Es trägt den Titel Panegyris und beschreibt die Studienfächer der vier Fakultäten der Universität Wien, beginnend mit den Fächern der Artistenfakultät über die Jurisprudenz bis zur Medizin. Vor der Theologie wird die Poesie und der dortige Studienabschluss einer Dichterkrönung eingeschoben, ein Hinweis auf das von Maximilian initiierte Poetenkolleg.
Der Autor dieses Gedichtes, Adrian Wolfhard aus Siebenbürgen, studierte ab 1509 in Wien.
Wenn er Kaiser Maximilian als Förderer von Wissenschaft und Literatur anerkennen will, indem er die an der Wiener Universität gelehrten Fächer beschreibt, dann hat er das Poetenkolleg in Wien wohl selbst kennengelernt (also in den Jahren 1509 bis 1512). Denn ein nach wenigen Jahren schon aufgelöstes, mittlerweile seit Jahren nicht mehr existierendes Kolleg hätte sich wohl nicht gut zum Lob Maximilians verwenden lassen.
Die 1520er Jahre führten an der Universität Wien zu einem besonders dramatischen Rückgang der Studentenzahlen. In dieser Zeit wird es wohl auch am Poetenkolleg entsprechend weniger Aktivität gegeben haben.
Unter dem Landesfürsten Ferdinand I. gab es mehrere Reformbestrebungen. Der Reformversuch des Jahres 1524 erwähnte das Poetenkolleg: „collegium pro poetica et oratoria“ – es sollte „in allen seinen Inhalten, Punkten und Artikeln bei Kräften bleiben“.
Das klingt eher nach einem damals noch aktiven Poetenkolleg. Schließlich erscheinen im Reformgesetz vom 15. September 1537 die Fächer des Poetenkollegs bereits als Lehrkanzeln der Artistenfakultät.

## Spätere humanistische Institutionen
Das Wiener Poetenkolleg ging anderen vergleichbaren Einrichtungen nördlich der Alpen um Jahrzehnte voraus.
1518 begann das Collegium trilingue (oder Collegium Buslidianum) in Leuven aufgrund des Testamentes des im Jahr davor gestorbenen Hieronymus (auch Jeroen oder Jérôme genannt) van Busleyden.
Das 1530 gegründete Collège de France in Paris wurde von Guillaume Budé
initiiert. Und 1539/40 wurde eine Stiftung namens Collegium trilingue durch Bischof Johann Fabri bei St. Nikolaus in Wien errichtet.

## Anhang: Kurzfassung der Gründungsurkunde von 1501
Diese vom späteren Kaiser Maximilian unterschriebene, aber vermutlich von Celtis – aus der Warte Maximilians, also im majestätischen Plural – formulierte Urkunde, oft als „Stiftbrief“ bezeichnet, ist die ausführlichste Originalquelle zum Wiener Poetenkolleg. Es folgt eine deutsche Kurzfassung; wichtigen Begriffen und Formulierungen sind in Klammern die entsprechenden lateinischen Wörter kursiv beigegeben.
„Maximilian, König der Römer.
Wir halten es für wichtig, dass wir Universitäten (Gymnasia) für römisches Schrifttum (Romanarum literarum) einrichten. Wir ordneten in unserer Wiener Universität Vorlesungen über Zivilrecht (civilis juris lectionibus) an, aber noch keine für Poetik und Rhetorik (poetica et oratoria arte). Zur Vergrößerung dieser unserer Universität (pro ipsius Universitatis nostrae augmento) haben wir beschlossen, dort ein Dichterkollegium (collegium poetarum) zu errichten (erigere), nach Art der früheren Kaiser, unserer Amtsvorgänger, und die alte Beredsamkeit wiederherzustellen (eloquentiam restituere). Daher weisen wir diesem Kollegium zwei Gelehrte (duos eruditos) für Poetik und Rhetorik (in poetica et oratoria) zu, und zwei für mathematische Fächer (duos in mathematicis disciplinis). Der von uns als ordentlicher Professor für Poetik (lectorem ordinarium in poetica) Eingesetzte soll dieses Kolleg leiten (collegio praeesse). Diesen machen wir auch zum Superintendenten (superintendentem) dieses Kollegs. Zur Würde (dignitate) der zu vergrößernden Wiener Universität (augendae Wiennensis Universitatis) erhält dieses Kolleg aus unserer kaiserlichen Vollmacht (Caesarea nostra autoritate) als besonderes Vorrecht (privilegio): Wer an unserer Universität in Wien Redekunst und Poetik studiert (in oratoria et poetica studuerit) und den Lorbeerkranz (lauream) gewünscht hat, im Dichterkolleg (poetarum collegio) sorgfältig geprüft wird und für geeignet gehalten wird, kann durch Konrad Celtis (Conradum Celtem), der von unserem Vater Friedrich III. (Fridericum tertium) als erster unter den Deutschen zum Dichter gekrönt wurde (primum inter germanos laureatum poetam) und an unserer Wiener Universität ordentlicher Professor für Poetik und Rhetorik (poetices et oratoriae lectorem ordinarium) ist, und später durch seine Nachfolger (successores), mit dem Lorbeerkranz gekrönt werden (laurea coronari). Der Gekrönte (laureatus) soll dann von allen als Dichter (pro poeta) anerkannt werden, und es sollen ihm alle Vorrechte und Auszeichnungen (privilegiis et insignibus) der anderen gekrönten Dichter (poetae laureati) zukommen, so wie wenn er diese Würde aus unseren Händen empfangen hätte. Dazu geben wir durch vorliegende Urkunde (tenore praesentium) dem unterrichtenden ordentlichen Dichter (legenti poetae ordinario) die Vollmacht (autoritatem). Das Recht, Dichter zu krönen, haben wir weiterhin.
Bezeugt (testimonio) mit diesem Schreiben (literarum), gesichert durch unser gewohntes Siegel (sigilli nostri consueti). Gegeben in unserer Stadt Bozen, am 31. Oktober 1501.“